# Aconogonum newberryi
Aconogonum newberryi là một loài thực vật có hoa trong họ Rau răm. Loài này được (Small) Soják mô tả khoa học đầu tiên năm 1974.